# میخیل بارتمان
میخیل بارتمان (انگلیسی: Michiel Bartman؛ زادهٔ ۱۹ مهٔ ۱۹۶۷) قایقران روئینگ اهل هلند بود.